# Windsor
Windsor je malebné, turisty hojně navštěvované městečko, které leží v hrabství Berkshire přibližně 30 km západně od hlavního města Spojeného království – Londýna. Dominantou města Windsor je hrad Windsor (anglicky Windsor Castle) – druhý největší doposud obývaný hrad na světě. Město leží na pravém břehu řeky Temže, která ho odděluje od jiného známého městečka – Etonu, kde je slavná chlapecká střední škola Eton College. Pouhé 3 km na jih leží vesnice Old Windsor, která vznikla asi 300 let před tím, co dnes známe pod jménem Windsor. V minulosti byl proto Windsor nazýván New Windsor, aby nedošlo k záměně obou míst..

## Historie
O nejranější historii místa mnoho nevíme, ačkoli je téměř jisté, že tato oblast byla osídlena mnoho let před tím, než zde byl ve středověku vybudován hrad. Městské kroniky poukazují na to, že splavná řeka spolu se strategicky umístěným kopcem přála dlouhodobému osídlení člověkem. Dokládají to četné archeologické nálezy jako například paleolitické sekyrky, neolitické pazourky nebo meče z doby bronzové a brož z doby železné. Pozůstatků z období římské nadvlády je jen málo, zato existují četné důkazy o osídlení oblasti anglosaskými kmeny. První zmínka o tomto městě se objevila již v anglosaské kronice z devátého století, původní osada byla postavena tři kilometry od dnešního umístění a dnes je na tomto místě městečko Old Windsor. Stavba hradu byla započata v prvním desetiletí po invazi Normanů (1066) během vlády Viléma Dobyvatele. Někdy po roce 1086, pravděpodobně za vlády krále Jindřicha I., se sídlo královské rodiny přemístilo tři míle proti proudu řeky Temže na hrad, který je v knize Domesday Book zmíněn jako 'Windsor Castle'. Největší rozvoj města nastal ve dvanáctém století, kdy se do něj začali stěhovat lidé z Old Windsor. Farní kostel, trh, most a nemocnice pro malomocné však byly postaveny až po občanské válce kvůli následnictví krále Štěpána zhruba okolo roku 1170. Ve stejné době byla dnešní horní část hradu přestavěna z kamene a byl vybudován most Windsor Bridge, nejstarší most na Temži mezi městy Staines a Reading. Tehdy nebylo budování mostů zdaleka častým jevem a most hrál důležitou roli v místní dopravní infrastruktuře, protože spojoval Londýn s městy Reading a Winchester a také odklonil dopravu do nového města, což podpořilo jeho rozmach. Ve třináctém století získal Windsor status obchodního města a na konci téhož století se stal hlavním městem hrabství.
Do roku 1332 se New Windsor rozvinul natolik, že se zařadil mezi padesát nejbohatších měst v zemi. Za svou prosperitu město vděčilo především spojení s královskou rodinou. Opakované investice do stavby hradu přivedly z Londýna obchodníky (zlatníky, obchodníky s vínem, kořením a látkami) a daly lidem z města práci. Stavební práce na hradě za vlády Edwarda III. (1350–68) byly druhým největším projektem na výstavbu světské budovy ve středověké Anglii. O sto let dříve utratil Jindřich III. na stavbě hradu více peněz než na jakémkoli jiném královském sídle, kromě přestavby Westminsterského opatství. V roce 1348 však došlo k drastickému, místy až 50% snížení populace v důsledku černého moru. Kolem 30 % lidí ve městě zemřelo, ale projekt výstavby krále Edwarda III. do města přilákal spoustu dělníků a populace města tak vzrostla až dvojnásobně. Morové epidemie v letech 1361–1372 způsobily ekonomický rozmach města. Do města se sjížděli dělníci z celé země i Evropy, aby si mohli na stavbě hradu, štědře financované z královské kapsy, vydělat. V roce 1391 zde pracoval jako účetní prací na hradu Windsor básník Geoffrey Chaucer.
Rozvoj města pokračoval i během 15. století. Windsor se stal hlavním cílem poutníků, zvláště z Londýna. Přicházeli, aby se mohli dotknout královské svatyně zavražděného Jindřicha VI. a úlomku Svatého Kříže v nově postavené kapli sv. Jiří (1480). Poutníci přicházeli s kapsami plnými peněz. Ve Windsoru bylo okolo 29 hostinců, ve kterých se příchozí mohli ubytovat. Město začalo prosperovat. Pro Londýňany bylo druhým nejdůležitějším poutním místem po Canterbury a svatyni sv. Tomáše Becketa. V roce 1547 byl v kapli sv. Jiří pohřben Jindřich VIII. po boku své ženy Janě Seymourové, matky jeho jediného legitimního syna Edwarda (Edward VI.) Přibližně deset let po Reformaci začalo město stagnovat. Hrad byl považován za staromódní a svatyně mrtvých za návštěvní místa pro pověrčivé. Většina záznamů o Windsoru z 16. a 17. století hovoří o chudobě, špatně udělaných ulicích a nechvalném bydlení. Ve Windsoru se odehrává i Shakespearova hra Veselé paničky windsorské, která hojně odkazuje na nejrůznější části města a krajinu, která jej obklopuje. Navzdory tomu, že byl Windsor do značné míry závislý na královské rodině, byl za občanské války stejně jako většina center obchodu na straně Parlamentu. Poté, co byl Karel I. v roce 1649 popraven ve Whitehallu, byl pohřben bez obřadu v kapli sv. Jiří.
Od roku 1804 začal hrad Windsor opět obývat panovník, jmenovitě Jiří III. Odstartoval novou éru rozvoje Windsoru a nechal vybudovat dvě budovy kasáren. S tím byl však spojen velký příliv vojáků do města, což vedlo k velkému problému s prostitucí. Příchod královny Viktorie v roce 1840 a zavedení železnice v roce 1849 znamenal nejdramatičtější změny v historii města. Z ospalého středověkého městečka se stalo středisko celého britského impéria – mnoho korunovaných hlav z celé Evropy přijelo během 19. století do Windsoru navštívit královnu Viktorii. Snahy zrekonstruovat středověký ráz města však bohužel vedly k rozsáhlé destrukci starého města včetně demolice starého farního kostela sv. Jana Křtitele z roku 1180. Většina ulic tak, jak je dnes známe, pochází z druhé poloviny 19. století. Hlavní třída, Peascod Street, je však velmi historická, je ještě starší než samotný hrad. New Windsor byl oficiálně přejmenován na Windsor v roce 1974.

## Turismus

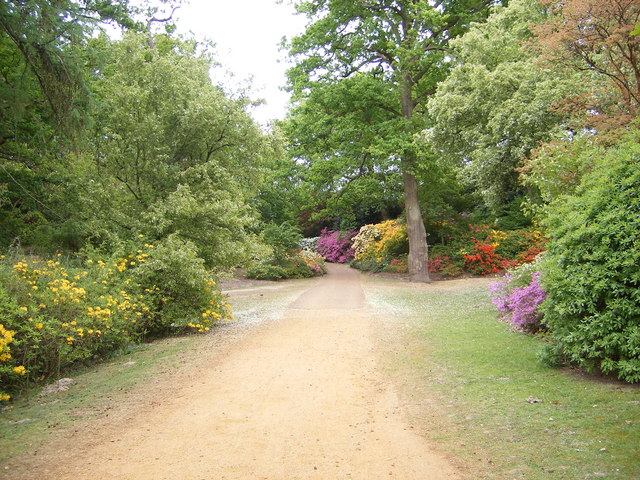
Park Windsor

Windsor je známý hlavně hradem Windsor Castle, jednou z oficiálních rezidencí britské královské rodiny. Z tohoto důvodu také získal některé výsady větších měst, např. výstavbu dvou železničních stanic, divadla a několika hotelů. Ve městě je také Legoland, vybudovaný vedle Windsorského safari parku. Od února do listopadu denně křižují Temži říční čluny s turisty. Windsorské kolo je další z mnoha turistických atrakcí, je z něj nádherný výhled na hrad, Eton i údolí řeky Temže. Kolo je umístěno v Alexandra Gardens a je smontováno pouze od jara do podzimu. Velmi významnou částí hradu Windsor je kaple sv. Jiří, ve které jsou pochováni i někteří angličtí králové. V kapli se každoročně scházejí držitelé Podvazkového řádu, nejvyššího řádu anglických rytířů. Po zasedání a bohoslužbě následuje slavnostní průvod, kterého se zúčastňují také členové britské královské rodiny. Je zde rovněž uložen velký domek pro panenky, který si nechala vytvořit od Edwina Lutyense královna Mary. V dnešní době je tento domek pro panenky jedním z mnoha lákadel turistů.

## Doprava

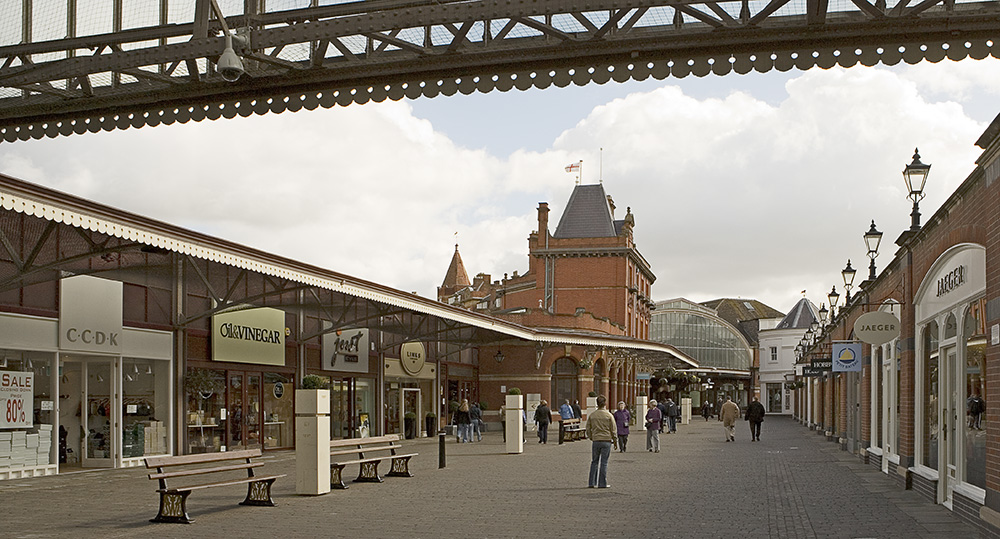
Central Station

Do Windsoru se dostanete po dálnici M4, po sjezdu (J6) pokračujete 5 km dlouhou dvouproudou silnicí až do samotného města.
Ve městě jsou dvě železniční stanice. Z nádraží Windsor & Eton Central railway station jezdí pravidelně vlaky do Slough odkud se snadno dostanete na nádraží Paddington v Londýně a nebo západ do Maidenhead, Readingu až do Bristolu. Z nádraží Windsor & Eton Riverside station jezdí vlaky do stanice London Waterloo. Obě nádraží byla postavena z 19. století, aby se do Windsoru mohla pohodlně dopravit královna Viktorie.
Windsor je spojený s městem Eton (které leží na protější straně řeky Temže) mostem Windsor Bridge. Most původně určený pro veškerou dopravu je nyní jen pro pěší a cyklisty a nabízí krásnou procházku z Windsoru v ulici High Street v Etonu. Jižně od města leží Great Windsor Park a města Old Windsor, Egham a Virginia Water.